# Білоруська сільськогосподарська академія
Заклад освіти «Білоруська державна ордена Жовтневої революції та ордена Трудового Червоного Прапора сільськогосподарська академія» (БДСГА) — білоруський вищий навчальний заклад аграрного спрямування.
Базовий науково-технічний центр аграрної науки в Республіці Білорусь.

## Історія
1836 року уряд Росії ухвалив рішення про заснування в містечку Горки Могильовської губернії землеробську школу.
Горигорецька землеробська школа була відкрита 27 серпня 1840 року. На момент відкриття мала курси навчання двох розрядів: вищий та нижчий. Термін навчання за вищим розрядом становив 3 роки. Учні отримували вищу агрономічну освіту. Тут готували агрономів та управителів для казенних і приватних маєтків. Землеробська школа в Горках швидко завойовувала популярність в Російській імперії.
Пізніше, 1848 року, вищий розряд школи було перетворено на Горигорецький землеробський інститут — перший в Росії вищий сільськогосподарський навчальний заклад, а нижчий розряд — на Землеробське училище.
В інституті існували польські та російські літературні гуртки, члени яких проявляли цікавість до білоруської літератури. Працювала Білоруська секція студентів.
Після повстання 1863 року, в якому взяли участь багато студентів, інститут було переведено до Санкт-Петербурга, в Горках залишились тільки класи землеробського училища.
1919 року інститут було відновлено, 1925 року перетворено на академію. В ній викладав письменник Максим Горецький. Робфак при інституті закінчив відомий радянський державний та партійний діяч Микола Голодєд.
У 1998 і 2003 роках академія єдина з усіх вишів Республіки Білорусь пройшла атестацію та ліцензування Державної інспекції з атестування навчальних закладів Росії при Міністерстві освіти Російської Федерації.
2010 року в БДСГА за 26 спеціальностями навчались 12 920 студентів, в тому числі 5684 на денній формі навчання. На 61 кафедрі 13 факультетів, в тому числі 4 факультети заочної форми навчання, працюють 597 викладачів, з яких 28 докторів і 290 кандидатів наук, 30 професорів і 225 доцентів.
З 2004 року в БДСГА відкрито підготовку магістрів. По завершенні V курсу найкращі з найкращих студентів можуть поглибити свої професійні знання в магістратурі.

## Ректори
- Война-Курінський Яким Афанасійович (1854—1860)
- Траутфеттер Рудольф Ернестович (1860—1864)
- Кіркор Владислав Ігнатович (1919—1924)
- Кайгородов Олексій Іванович (1924—1925)
- Кавцевич Микола Миколайович (1945—1949)
- Шемпель Віктор Іванович (1949—1952)
- Гаркуша Іван Феодосійович (1952—1964)
- Солнцев Костянтин Михайлович (1964—1977)
- Бормотов Всеволод Євстафійович (1977—1980)
- Шаршунов В'ячеслав Олексійович (1992—1995)
- Циганов Олександр Риммович (1995—2007)
- Курдеко Олександр Павлович (2008—2014)
- Саскевич Павло Олександрович (з 2014)

## Відомі студенти
- Бобровницький Володимир Степанович (закінчив 1929 року) — ректор Білоруського державного університету;
- Вахонін Микола Кирилович (закінчив 1974 року) — директор «Інституту меліорації»;
- Вереніцин Костянтин Васильович (навчався у 1857—1859 роках) — білоруський поет, автор найпопулярнішого у XIX столітті білоруського твору — поеми «Тарас на Парнасі»;
- Голодєд Микола Матвійович — голова РНК БРСР у 1927—1937 роках
- Горецький Максим Іванович (закінчив 1913 року) — письменник, літературознавець, перекладач, фольклорист, діяч білоруського національного руху початку XX століття;
- Рафаїл Калиновський — польський інженер, повстанець, учитель, чернець ордена босих кармелітів, католицький святий;
- Кіриков Сергій Васильович — біогеограф, доктор біологічних наук;
- Лінг Сергій Степанович (закінчив 1960 року) — прем'єр-міністр Республіки Білорусь (1996—2000)
- Ліхацевич Анатолій Павлович — вчений у галузі агрохімії та меліорації, доктор технічних наук, член-кореспондент Національної академії наук Білорусі
- Лукашенко Олександр Григорович (навчався заочно) — Президент Республіки Білорусь;
- Совєтов Олександр Васильович — російський вчений, перший доктор агрономії, агроном і ґрунтознавець, професор кафедри сільського господарства (з 1859), декан фізико-математичного факультету (1888—1900) Санкт-Петербурзького університету;
- Стебут Іван Олександрович — заслужений професор, громадський діяч, письменник і практик з сільського господарства, засновник жіночої сільськогосподарської освіти в Росії;
- Томашевич Кирило Фомич — депутат Державної думи Російської імперії III скликання;
- Хитрун Леонід Іванович (закінчив 1953 року) — міністр машинобудування для тваринництва і кормовиробництва СРСР (1986—1987);
- Черемшанський Василь Макарович — географ, відомий як автор твору «Опис Оренбурзької губернії в господарсько-статистичному, етнографічному та промисловому відношеннях»;
- Шевелуха Віктор Степанович — заступник міністра сільського господарства СРСР (1979—1984), академік-секретар Всесоюзної академії сільськогосподарських наук, депутат Державної думи РФ першого й другого скликань;
- Янковський Михайло Іванович — підприємець, натураліст і селекціонер

## Відомі викладачі
- Висоцький Георгій Миколайович (професор у 1923–1926 роках) — ґрунтознавець, лісовод, геоботанік і географ;
- Замятін Микола Митрофанович (завідував кафедрою з 1949 року) — вчений у галузі тваринництва і свинарства;
- Роговий Павло Прокопович (працював з 1925 до 1930 року) — ґрунтознавець;
- Ритов Михайло Васильович (викладав з 1879 до 1920 року) — агробіолог;
- Ян Микитович Середа (викладав у 1925–1929 роках) — білоруський громадський і політичний діяч, педагог, публіцист, доцент БСГА. 1-й Голова Ради БНР.
- Траутфеттер Рудольф Ернестович (директор інституту 1860 року) — ботанік і натураліст